# Sayar
Sayar (llamada oficialmente Santo Estevo de Saiar) es una parroquia y un lugar del municipio español de Caldas de Reyes, en la provincia de Pontevedra, Galicia.

## Toponimia
La parroquia también es conocida por los nombres de San Esteban de Saiar, San Esteban P. de Sayar y San Estevo de Saiar.

## Historia
Hacia mediados del siglo XIX, el lugar, por entonces referido como una feligresía perteneciente al ayuntamiento homónimo, tenía contabilizada una población de 928 habitantes. Aparece descrito en el decimotercer volumen del Diccionario geográfico-estadístico-histórico de España y sus posesiones de Ultramar de Pascual Madoz con las siguientes palabras:

SAYAR (San Estéban): felig. cap. del ayunt. del mismo nombre en la prov. de Pontevedra (3 leg.), part. jud. de Caldas de Reyes (1/4), dióc. de Santiago. sit. en la falda meridional del monte Giabre, donde la combaten principalmente los aires del N. y S.; clima templado y muy sano. Tiene unas 200 casas en las ald. de Calvelos, Carballal, Cardin, Casaldomato, Gándara, Goletas, Guundiñanes, Iglesia, Parainzas, Pazo, Reten, San-Jumil, Sequeiros, Sayar, Sotelo de Arriba y Sotelo de Abajo; hay casa municipal en el l. de Goleta; y escuela de primeras letras, frecuentada por 60 niños, cuyos padres dan al maestro la retribucion convenida. La igl. parr. (San Estéban) se halla servida por un cura de primer ascenso y patronato ecl. y real; tambien hay una ermita dedicada á Ntra. Sra. de las Nieves y en el l. de Calvelos. Confina N. el mencionado monte Giabre y la parr. de Veemil; E. Caldas de Reyes; S. Lantaño y Portas, y O. Sta. Maria de Godos. El terreno es de buena calidad; le bañan algunos riach. que bajan del indicado monte, y van á desaguar en el Umia; encontrándose canteras del mejor grano en aquel. Atraviesa por el térm. un camino que desde Caldas conduce á Villagarcía, en mal estado. prod.: trigo, maiz, centeno, vino, lino, habas, maderas y frutas; se cria ganado vacuno, lanar y cabrío; caza de perdices y liebres, y pesca de truchas. ind.: la agrícola y molinos harineros. pobl.: 235 vec., 928 alm. contr.: con las demas parr. del ayunt. (V.).
(Madoz, 1849, p. 885)

## Organización territorial
La parroquia está formada por catorce entidades de población:
- Arretén
- Calvelos
- Carballal (O Carballal)
- Cardín
- Casaldomato (Casal do Mato)
- Gándara (A Gándara)
- Gundiñanes (Gundiñáns)
- Iglesia (A Igrexa)
- Paraimas
- Pazo (O Pazo)
- Sayar (Saiar)
- Sequeiros
- Soutelo de Abajo (Soutelo de Abaixo)
- Soutelo de Arriba

## Demografía

### Parroquia
| Gráfica de evolución demográfica de Sayar (parroquia) entre 2000 y 2023 |
|                                                                         |
| Datos según el nomenclátor publicado por el INE.                        |

### Lugar
| Gráfica de evolución demográfica de Sayar (lugar) entre 2000 y 2023 |
|                                                                     |
| Datos según el nomenclátor publicado por el INE.                    |

## Patrimonio
- Iglesia de San Esteban.[9]